# Moncheca pretiosa
Moncheca pretiosa är en insektsart som beskrevs av Walker, F. 1869. Moncheca pretiosa ingår i släktet Moncheca och familjen vårtbitare. Inga underarter finns listade i Catalogue of Life.